# Puthiya Theerangal
Puthiya Theerangal (malayalam: പുതിയ തീരങ്ങള്‍; inglés: The New Shores ) es una película malayalam de la India de 2012 dirigida por Sathyan Anthikad, producida por Anto Joseph y escrita por Benny P. Nayarambalam. Está protagonizada por Nivin Pauly, Namitha Pramod y Nedumudi Venu, en los papeles principales. La música está compuesta por Ilaiyaraaja . 

## Trama
La película se desarrolla a orillas del mar. La historia se centra en la vida de una joven llamada Thamara, que vive sola en la orilla, tras la muerte de sus padres. Un tiempo después se encuentra con un anciano y siente que ha recuperado a su padre. La historia se centra en el vínculo entre ambos y en cómo eso cambia ante la presencia de las pocas personas nuevas que llegan y empiezan a vivir a orillas del mar. 

## Reparto
- Nivin Pauly como Mohanan Maash.
- Namitha Pramod como Thamara.
- Nedumudi Venu como el abogado Immanuel (Nombre original) / Kurian Paulose / Kumara Panickker (KP ).
- Malavika Nair como Minikkutty (Hija de Adv. Immanuels)
- Innocent como el Padre Michael.
- Siddharth como Appachan.
- Mallika
- SPSreekumar
- Krishnabhaskar Mangalasserri
- Tía Molly
- Dharmajan

## Producción
Puthiya Theerangal está producida por Anto Joseph bajo la bandera de Aan Mega Media y con guion de Benny P Nayarambalam. La audiografía fue realizada por MR Rajakrishnan .

## Banda sonora
| Puthiya Theerangal                                                                 | Puthiya Theerangal      |
| ---------------------------------------------------------------------------------- | ----------------------- |
| Banda sonora por Ilaiyaraaja                                                       |                         |
| Lanzada                                                                            | 9 de septiembre de 2012 |
| Grabada                                                                            | 2012                    |
| Género musical                                                                     | Banda sonora            |
| Duración                                                                           | 12:50                   |
| Idioma                                                                             | Malabar                 |
| Discográfica                                                                       | Mathrubhumi Musica      |
| Productor                                                                          | Ilaiyaraaja             |
| Cronología de Ilaiyaraaja                                                          |                         |
| Neethane En Puthiya Theeranga Yeto Vellipoyindhi Ponvasantham (2012) Manasu (2012) |                         |

La banda sonora será compuesta por Ilaiyaraaja, con letras escritas por Kaithapram. El álbum consiste en tres canciones. Los derechos de audio de la película fueron adquiridos por Mathrubhumi Music. El álbum fue lanzado el 9 de septiembre de 2012 en  Kochi. La banda sonora recibió críticas generalmente positivas de los críticos musicales. La canción "Rajagopuram" fue muy apreciada y fue la elegida del álbum. 
Lista de canciones
| N.º             | Títulos            | Letras          | Cantante(s)                 | Duración |
| --------------- | ------------------ | --------------- | --------------------------- | -------- |
| 1.              | "Rajagopuram"      | Kaithapram      | Vijay Yesudas, Shweta Mohan | 4:05     |
| 2.              | "Sindoora pottu"   | Kaithapram      | Madhu Balakrishnan          | 4:25     |
| 3.              | "Marippeelikkatte" | Kaithapram      | Madhu Balakrishnan          | 4:20     |
| Duración total: | Duración total:    | Duración total: | Duración total:             | 12:50    |

## Crítica
Puthiya Theerangal recibió críticas mixtas al estrenarse y la mayoría de los críticos se quejaron de que es una típica película de Sathyan Anthikad sin nada nuevo que ofrecer. Sify.com da el veredicto "Decepcionante" y dice: "Puthiya Theerangal no tiene nada nuevo y termina como un asunto manso. Con situaciones cliché y personajes a medias, la película es un esfuerzo perezoso de uno de los directores más populares de Kerala."  Paresh C Palicha de Rediff.com dice que Puthiya Theerangal tiene algunas buenas actuaciones, pero al final nos deja con sentimientos encontrados. Calificó la película con . Oneindia.in quedó algo impresionado con la película. En una crítica que califica la película con , su crítico comenta que la película "deletrea la misma magia de 'Sathyan Anthikkad'". Fracasó.  

## Premios
| Ceremonia                                            | Categoría                | Candidato                     | Resultado |
| ---------------------------------------------------- | ------------------------ | ----------------------------- | --------- |
| 2.º Premios Internacionales de Cine del Sur de India | Mejor Letrista           | Kaithapram para "Rajagopuram" | Nominado  |
| 2.º Premios Internacionales de Cine del Sur de India | Mejor Debutante Femenino | Namitha Pramod                | Nominado  |